# 碗烯
碗烯（英語：Corannulene），又稱心環烯，是一种多环芳香烃，化学式為C20H10，由一个环戊烷周围并五个苯环组成，它具有碗状的空间结构，可看做是富勒烯C60的一个片段。在−64℃时，碗状结构翻转的能垒是42.7kJ/mol（10.2 kcal/mol）。

## 合成
通过快速真空裂解技术得到的碗烯纯度比溶液法低，但同时能得到各种碗烯衍生物。

1966年，碗烯首次由多步有机合成并从产物中分离出来。由[[荧]蒽]的溴代衍生物在碱催化下通过分子内的亲核取代关环得四溴代的碗烯：
再由过量的正丁基锂通过卤素－锂交换除溴，经水解得到碗烯。
有合成含不同官能团的碗烯衍生物的研究，例如含乙炔基、醚键、硫醚、含铂官能团、芳基、萉和茚的并环的碗烯衍生物。

## 芳香性
一种解释碗烯芳香性的模型将碗烯分成中间6电子和外围14电子的两个芳香性的共轭体系。这个模型由1966年首次合成碗烯的巴特和劳顿提出，他们还给出了这个化合物的命名建议（corannulene意为核+轮烯）。
然而，之后理论计算的结果并不支持这种模型。

## 应用

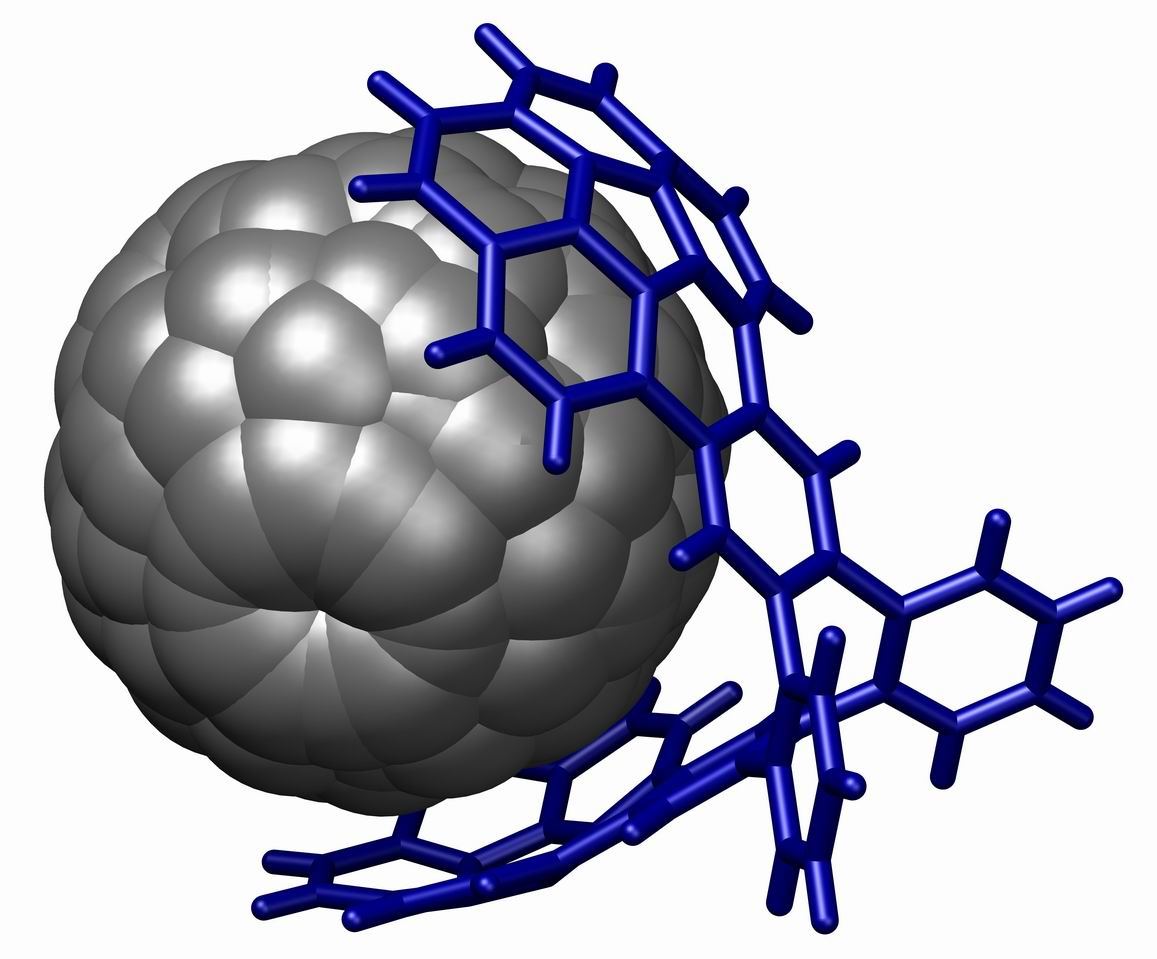
“球碳捕手”

碗烯被用于主客体化学的研究，例如碗烯基团与富勒烯和硝基苯之间的π重叠。
长脂肪烃基侧链取代碗烯存在热致变的六角形柱状液晶的中间相。碗烯基团也被用于树状物的组装，或研究其作为配体的性质。乙炔基碗烯衍生物对于制造蓝光发射器有潜在的应用价值。